# Acosmetia malgassica
Acosmetia malgassica is een vlinder van de familie van de uilen (Noctuidae). De wetenschappelijke naam van deze soort is voor het eerst voorgesteld door George Hamilton Kenrick in een publicatie uit 1917.
De soort komt voor op Madagaskar.